# Cheilosia aokii
Cheilosia aokii är en tvåvingeart som beskrevs av Tokuichi Shiraki 1953. Cheilosia aokii ingår i släktet örtblomflugor, och familjen blomflugor. Inga underarter finns listade i Catalogue of Life.